# Campeonato Boliviano de Futebol 2014-15
A temporada 2014-15 da Liga de Fútbol Profesional Boliviano é a temporada de número 38 da Primera División Boliviana. A temporada é dividida em dois torneios oficiais: o Apertura(segundo semestre de 2014) e o Clausura(primeiro semestre de 2015) na forma "todos contra todos".

## Promovidos e Rebaixados da temporada 2013-14
| Posición | Equipes promovidas da Nacional B 2013/14 |
| -------- | ---------------------------------------- |
| 1º       | Universitario de Pando                   |
| 2º       | Petrolero                                |

| Posición | Equipes rebaixadas no Torneo 2013/14 |
| -------- | ------------------------------------ |
| 11º      | Aurora                               |
| 12º      | Guabirá                              |

## Torneio Apertura
Classificação
| Pos. | Equipos                | PJ | PG | PE | PP | GF | GC | Dif. | Pts. |
| ---- | ---------------------- | -- | -- | -- | -- | -- | -- | ---- | ---- |
| 1.   | Bolívar                | 19 | 11 | 4  | 4  | 46 | 23 | +23  | 37   |
| 2.   | Oriente Petrolero      | 19 | 11 | 3  | 5  | 28 | 16 | +12  | 36   |
| 3.   | The Strongest          | 19 | 9  | 4  | 6  | 31 | 22 | +9   | 31   |
| 4.   | San José               | 19 | 10 | 1  | 8  | 32 | 30 | +2   | 31   |
| 5.   | Blooming               | 19 | 8  | 6  | 5  | 28 | 24 | +4   | 30   |
| 6.   | Wilstermann            | 19 | 8  | 6  | 5  | 24 | 21 | +3   | 30   |
| 7.   | Real Potosí            | 19 | 7  | 5  | 7  | 19 | 24 | -5   | 26   |
| 8.   | Universitario de Sucre | 19 | 8  | 1  | 10 | 22 | 30 | -8   | 25   |
| 9.   | Petrolero              | 19 | 6  | 5  | 8  | 25 | 35 | -10  | 23   |
| 10.  | Nacional Potosí        | 19 | 6  | 4  | 9  | 22 | 23 | -1   | 22   |
| 11.  | Sport Boys             | 19 | 2  | 10 | 7  | 18 | 24 | -6   | 16   |
| 12.  | Universitario de Pando | 19 | 2  | 3  | 14 | 14 | 37 | -23  | 9    |

|  |  |